# Rionegro (Cantabria)
Rionegro es una localidad del municipio de Escalante (Cantabria, España). En el año 2008 contaba con una población de 36 habitantes (INE). La localidad se encuentra a 15 metros de altitud sobre el nivel del mar, y a 1,5 kilómetros de la capital municipal, Escalante.
- Datos: Q6109037